# Far from Home
| Recensione    | Giudizio |
| ------------- | -------- |
| AllMusic      | [ 1 ]    |
| Rolling Stone | [ 2 ]    |

Far from Home, pubblicato nel 1994, è il decimo ed ultimo album prodotto in studio del gruppo musicale inglese dei Traffic, e il primo nel giro di due decenni dopo l'uscita di When the Eagle Flies del 1974.
L'album perviene alla 29ª posizione nella classifica del Official Albums Chart, dove rimase per quattro settimane, diventando l'album di maggior successo dei Traffic nella loro madrepatria dopo John Barleycorn Must Die. In Germania, due singoli dell'album (Here Comes a Man e Some Kinda Woman) pervennero al 22º posto. Nel Billboard della classifica statunitense arriva al 33º posto.
Il brano State of Grace, scritto da Steve Winwood e Jim Capaldi, venne inizialmente concepito come singolo di Jim Capaldi, ma quando inaspettatamente vi fu la riunificazione dei Traffic, venne deciso di inserirlo in Far from Home.

## Brani
Tutte le canzoni sono state scritte da Steve Winwood e Jim Capaldi, salvo laddove altrimenti specificato fra parentesi.
1. Riding High – 5:30
2. Here Comes a Man – 5:06
3. Far from Home – 8:33
4. Nowhere is There Freedom – 6:57
5. Holy Ground (Winwood, Capaldi, Davy Spillane) – 7:48
6. Some Kinda Woman – 5:26
7. Every Night, Every Day – 5:30
8. This Train Won't Stop – 5:23
9. State of Grace – 7:16
10. Mozambique – 4:22

## Musicisti
- Steve Winwood – organo, piano, sintetizzatori, voce solista, chitarra solista, basso, programmazione, flauto, sassofono sul 6°, congas sul 9°, timballi sul 1°, seconda voce sull'8° brano
- Jim Capaldi – batteria, percussioni, seconda voce sul 4°, 6° e 7° brano.

### Personale aggiuntivo
- Davy Spillane - uilleann pipes sul 5° brano
- Mick Dolan - chitarra ritmica sul 4° brano, programmazione AKAI S1000

## Posizioni in classifica
| Anno | Classifica                      | Posizione |
| ---- | ------------------------------- | --------- |
| 1994 | Official Albums Chart           | 29        |
| 1994 | Billboard Pop Albums            | 33        |
| 1994 | Media Control Charts (Germania) | 22        |